# فلسطين 36 (فلم)
فلسطين 36 هو فيلم دراما تاريخية قيد التصوير من تأليف وإخراج آن ماري جاسر. بطولة جيريمي آيرونز ، هيام عباس ، كامل الباشا ، ياسمين المصري ، جلال الطويل، روبرت أرامايو ، صالح بكري ، يافا بكري، كريم داود عناية، بيلي هاول ، ظافر العابدين وليام كننچهام.
سيتم عرض الفيلم لأول مرة عالميًا في قسم العروض الاحتفالية لمهرجان تورونتو السينمائي الدولي لعام 2025م في سبتمبر 2025م. 

## طاقم الفيلم
- جيريمي آيرونز
- هيام عباس
- كامل الباشا
- ياسمين المصري
- جلال الطويل
- روبرت أرامايو
- صالح بكري
- يافا بكري
- كريم داود عناية
- بيلي هاول
- ظافر العابدين
- ليام كانينچهام

## إنتاج
في فبراير 2025م، أُعلن عن انضمام كل من جيريمي آيرونز ، وهيام عباس ، وكامل الباشا ، وياسمين المصري ، وجلال الطويل، وروبرت أرامايو ، وصالح بكري ، ويافا بكري، وكريم داود عناية، وبيلي هاول ، وظافر العابدين ، وليام كانينغهام إلى طاقم عمل الفيلم، مع إخراج آن ماري جاسر من سيناريو كتبته. وستقوم شركتا Curzon Film وMAD Distribution بتوزيع الفيلم في بريطانيا والشرق الأوسط على التوالي. 
كان من المقرر أن يتم التصوير الرئيسي للفيلم في فلسطين ؛ إلا أن الهجمات التي شنتها إسرائيل على الأراضي الفلسطينية عام 2023م أدت إلى تأجيل الإنتاج.